# Cercul roșu (povestire)

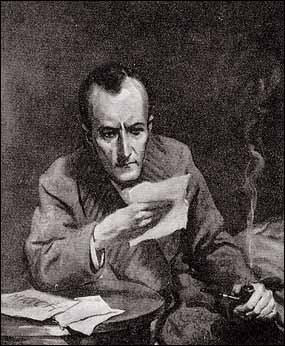
Desen din 1911 de H. M. Brock din The Strand Magazine

„Cercul roșu” (în engleză The Adventure of the Red Circle) este una dintre cele 56 povestiri scurte cu Sherlock Holmes ale lui Sir Arthur Conan Doyle și a doua povestire din volumul Ultima reverență (respectiv a treia în edițiile americane ale acestui volum).
Ea a fost publicată în revista Strand Magazine din martie-aprilie 1911, cu ilustrații de H.M. Brock, apoi în volumul "Ultima reverență" (în engleză His Last Bow) editat în anul 1917 de John Murray din Anglia.

## Rezumat

### Misterul inițial
Doamna Warren, proprietara unei case cu camere de închiriat din Londra, vine la 221B Baker Street, pentru a-i prezenta lui Holmes o situație dificilă în care se află. Cu zece zile mai devreme, un bărbat tinerel cu barbă, care vorbea bine limba engleză, dar cu accent, a venit la ea și a cerut să închirieze o cameră, oferind o chirie dublă decât cea obișnuită cu condiția ca să i se respecte unele condiții. Proprietăreasa și soțul ei trebuiau să-i lase o cheie de la casă și să promită că nu-l vor deranja sub niciun motiv. Gazda a acceptat aceste condiții destul de normale. 
Chiriașul a ieșit în prima noapte și s-a întors după miezul nopții atunci când cei din casă se duseseră deja la culcare. De atunci, doamna Warren, soțul ei sau servitoarea nu l-au mai văzut. Chiriașul a insistat să i se aducă ziarul Daily Gazette în fiecare dimineață și solicita uneori și alte lucruri. Toate cererile sale erau scrise cu majuscule pe o foaie de hârtie lăsată pe un scaun de lângă ușă, unde i se lăsa și tava cu mâncare.
Doamna Warren a adus niște chibrituri și o țigară fumată de chiriașul ei, sperând ca Holmes să poată afla ceva despre chiriaș. Este clar că țigara a fost fumată fără portțigaret, ceea ce este destul de neobișnuit pentru un om cu favoriți. De asemenea, chiriașul mănâncă foarte puțin și niciodată nu primește vizitatori sau mesaje.

### Rezolvare
După ce proprietăreasa pleacă, Holmes îi spune dr. Watson că se pare că persoana aflată în casa doamnei Warren nu este omul cu barbă care a închiriat camera în prima zi și de aceea refuză să fie văzut. Acest lucru este dovedit nu doar de faptul că țigara nu putea fi fumată fără portțigaret de om cu barbă, ci și de faptul că cunoștințele de limba engleză ale chiriașului nu sunt la fel de bune ca ale bărbatului cu barbă (el a scris CHIBRIT pe una dintre cererile sale, de exemplu, și nu CHIBRITURI). Holmes presupune că întoarcerea chiriașului în prima noapte s-a făcut foarte târziu, astfel încât nimeni să nu-l poată vedea, și și-a luat multe măsuri de prevedere pentru a se asigura că nimeni nu l-a văzut de atunci.
Holmes bănuiește că mesajele sunt trimise locatarului, probabil prin rubrica de mică publicitate a ziarului Daily Gazette. El găsește următoarele mesaje în numerele anterioare ale ziarului: "Vom găsi o cale sigură de comunicare. Între timp, această rubrică. G." (la doar două zile după sosirea chiriașului), "Fac aranjamentele de succes. Răbdare și prudență. Norii vor trece. G." (trei zile mai târziu) și "Drumul se deschide. Dacă mi se ivește ocazia, amintește-ți codul stabilit - unu A, doi B și așa mai departe. Vei auzi în curând. G." (ieri). În dimineața următoare, Holmes citește în ziar un mesaj foarte util: "Casă roșie înaltă cu decorațiuni de piatră albă. Al treilea etaj. A doua fereastră din stânga. După asfințit. G." Holmes decide că este timpul să realizeze o recunoaștere a cartierului în care locuiește doamna Warren.
Chiar atunci, doamna Warren sosește plângându-se că soțul ei a fost răpit din fața ușii în acea dimineața și dus cu o trăsură la Hampstead Heath, unde a fost aruncat în stradă. El nu a reușit să rețină figurile răpitorilor săi sau aspectul trăsurii. Holmes își dă seama că răpitorii l-au confundat pe domnul Warren cu chiriașul său și l-au aruncat din trăsură după ce și-au dat seama de greșeala lor.
Holmes și Watson se duc la casa doamnei Warren chiar înainte de prânz, sperând să-l vadă pe chiriaș atunci când își ia tava cu mâncare de pe scaun. Înainte de a intra în casă, Holmes observă că fereastra chiriașului oferea o bună vedere către strada Howe și peste drum se afla o casă înaltă de culoare roșie, cu decorațiuni de piatră albă (ca în mesajul din ziar).
În casa doamnei Warren, Holmes și Watson se ascund într-o debara. Prin folosirea unei oglinzi ei pot vedea ușa camerei unde se afla chiriașul. în care chiriașul a vedea ca ea preia masa de prânz ei. După ce proprietăreasa a adus tava cu mâncare și a coborât apoi pe scară, cei doi prieteni au văzut o femeie speriată care a deschis ușa și a luat tava. Ipoteza detectivului este confirmată: a existat un schimb de chiriași în prima noapte, atunci când toți cei din casă dormeau. Este clar că ea și bărbatul bărbos, probabil iubitul sau soțul ei, sunt într-un fel de pericol și caută refugiu. Din spaima care se citea pe fața femeii când a deschis ușa de la cameră și din măsurile de precauție excepționale, care au fost luate pentru a se asigura secretul, detectivul deduce că trebuie să fie vorba de o chestiune de viață și de moarte.
În acea seară, Holmes și Watson se deplasează din nou la casa doamnei Warren pentru a vedea semnalele făcute cu lumânarea chiriașului din casă. Primul mesaj spune: "Attenta, attenta, attenta!" ("Ai grijă, ai grijă, ai grijă!"). Devine clar faptul că ei sunt italieni, iar de la "a"-ul final se deduce că mesajul este destinat unei femei. Urmează apoi semnale cu sensul: "Pericolo" ("Pericol") și apoi "Peri-".
Dându-și seama că cel care trimitea mesajele cu lumânarea a fost întrerupt, Holmes și Watson ies în grabă din casă și sunt surprinși să-l întâlnească pe inspectorul Gregson și pe un detectiv de la agenția Pinkerton din Statele Unite ale Americii, pe nume Leverton. Ei îl așteptau pe Giuseppe Gorgiano, un criminal periculos de a cărui infamie Holmes este pe deplin conștient. Casa are o singură ușă și ei știu că el este în interiorul casei și că nu a ieșit de acolo. Gregson și Leverton nu erau conștienți de mesajele trimise. Gregson a spus că trei bărbați au ieșit din casă, dar niciunul dintre ei nu a fost Gorgiano, care este un uriaș. Totuși, unul dintre ei corespundea descrierii făcute de doamna Warren a celui care a închiriat camera de peste drum.
Intrând în casă și în camera de unde au venit semnalele, Holmes, Watson, Gregson, și Leverton descoperă o scenă hidoasă. Pe podea se afla corpul fără viață al uriașului Gorgiano, care fusese ucis aparent într-o luptă și avea un cuțit înfipt adânc în gât. Criminalul este fără îndoială omul cu barbă. Holmes trimite un mesaj femeii dein casa doamnei Warren, care sosește la scurt timp după aceea.
Ea le mărturisește celor patru care este misterul. Numele ei este Emilia Lucca, iar omul cu barbă era soțul ei, Gennaro. Bărbații sunt mai degrabă luați prin surprindere de bucuria ei evidentă la această priveliște oribilă. Soții Lucca căutau refugiu în fața pericolului reprezentat de Giuseppe Gorgiano, care îl urmărea pe Gennaro pentru a-l ucide. Gorgiano îl acuza pe acesta de trădarea Cercului roșu, o organizație criminală secretă la care Gennaro aderase când era mai tânăr. El și soția sa au fugit din Italia și au mers la New York pentru a scăpa de Cercul roșu, dar Gorgiano, un alt membru al organizației, l-a descoperit acolo pe Gennaro și l-a însărcinat cu uciderea angajatorului său, un italian bogat pe nume Tito Castallote, un om care desfășura afaceri în Statele Unite ale Americii.
Gennaro nu a avut intenția de a face un astfel de lucru și chiar și-a avertizat angajatorul și prietenul său de ordinele date lui de Cercul roșu. A fost informată și poliția. Soții Lucca au fugit apoi în Anglia unde Gorgiano l-a urmărit pe Gennaro. El a murit în lupta care a urmat în casa de peste drum de casa doamnei Warren.
Gregson se simte obligat să o ducă pe Emilia la secția de poliție, iar aceeași soartă îl așteaptă, probabil, pe Gennaro, dar se pare că acesta nu va fi pus sub acuzare.

## Personaje
- Sherlock Holmes
- doctorul Watson
- doamna Warren - proprietara unei case de pe strada Great Orme
- Inspectorul Gregson - inspector la Scotland Yard
- Leverton - detectiv de la agenția Pinkerton din SUA
- Giuseppe Gorgiano - criminal vinovat de peste 50 de crime, membru al organizației „Cercul roșu”
- Gennaro Lucca - angajat al lui Augusto Barelli, membru al organizației „Cercul roșu”
- Emilia Lucca - fiica lui Augusto Barelli, avocat din Posilippo și deputat al ținutului, soția lui Gennaro Lucca

## Comentarii
Aceasta este ultima apariție a inspectorului Tobias Gregson în scrierile lui Doyle. Explicațiile pentru aceasta au fost subiect de dezbatere în rândul cititorilor. Deși întâlnirea lui Gregson cu Holmes este o coincidență, el înțelege rapid că are nevoie de ajutorul lui Holmes și afirmă că îi este recunoscător pentru colaborarea sa cu Scotland Yard-ul în trecut.
Strada Howe este o invenție a lui Conan Doyle, cu vedere la strada Orme, care este cunoscută sub numele de Great Ormond Street situată în centrul Londrei, la nord-est de British Museum. Watson descrie strada Orme ca o "arteră îngustă" și strada Howe ca având "case mai pretențioase".

## Aluzii la anchete inedite
La începutul povestirii, doamna Warren insistă ca Holmes să cerceteze problema ei și îl flatează amintindu-i că el a rezolvat cu un an în urmă un caz adus de unul dintre chiriașii săi pe nume Fairdale Hobbs, care apoi l-a vorbit extrem de favorabil pe detectiv. Cazul Fairdale Hobbs este inedit.

## Adaptări teatrale și cinematografice
Povestirea "„Cercul roșu”" a fost adaptată de mai multe ori în decursul timpului. Această povestire a servit ca sursă de inspirație pentru al 20-lea film cu Sherlock Holmes (filmat în 1922) din seria de filme mute cu Eille Norwood.
Adaptarea radiofonică cu Basil Rathbone și Nigel Bruce (intitulată "Mrs. Warren's Lodger") a fost difuzată la 7 decembrie 1941, în ziua atacului japonez asupra flotei americane de la Pearl Harbor. Difuzarea de pe Coasta de Est a fost întreruptă de un anunț radiofonic că președintele Franklin D. Roosevelt se va adresa națiunii la amiaza zilei următoare.
Ea a fost adaptată ulterior într-un episod din 1994 al serialului TV Memoriile lui Sherlock Holmes cu Jeremy Brett în rolul lui Holmes și Edward Hardwicke în rolul dr. Watson. Acest episod este al 39-lea al întregului serial și al patrulea al celei de-a patra serii și este intitulat simplu "The Red Circle". Această versiune nu este în întregime fidelă textului original, aducând unele modificări cheie acțiunii din povestire. Episodul introduces un nou personaj (Enrico Firmani, un expatriat italian care este ucis de Gorgiano, posibil în mod indirect ca urmare a dezvăluirii de către Watson a acoperirii lui Firmani); inspectorul Gregson este înlocuit cu inspectorul Hawkins; Gorgiano face o încercare de a se infiltra casa soților Warren și a o răpi pe Emilia, dar este alungat de Leverton; Emilia îi vede pe Holmes și Watson în debara și își dă seama că a fost văzută; Holmes intră în camera Emiliei și vorbește cu ea, auzind povestea despre cum au ajuns să fie implicați ea și soțul ei în organizația Cercul roșu; Emilia ajunge la locul luptei între Gorgiano și Gennaro înaintea lui Holmes și a polițiștilor. 

## Traduceri în limba română
- „Cercul roșu” - în volumul "Aventurile lui Sherlock Holmes. Vol IV" (Colecția Adevărul, București, 2010) - traducere de Emilia Oanță
- „Cercul roșu” - în volumul "Aventurile lui Sherlock Holmes. Vol IV" (Colecția Adevărul, București, 2011) - traducere de Emilia Oanță